# Авро Ланкастър
Авро Ланкастър или само Ланкастър (на английски: Avro Lancaster) е британски четиримоторен тежък бомбардировач от годините на Втората световна война, на въоръжение в Кралските военновъздушни сили на Великобритания. Авро Ланкастър е създаден вследствие провала на двумоторния среден бомбардиривач Авро Манчестър (Аvro Manchester).
Произвежда се от компанията „Авро“, но малко по-късно започва да се произвежда и в „Метрополитън-Викърс“, „Викърс-Армстронг“, „Армстронг-Уитуърт“ и още от 600 фирми, които произвеждат детайли и възли за самолета.
Първият полет на самолета е на 9 януари 1941 г.
Самолетите „Ланкастър“ провеждат повече от 156 000 бойни полета по време на войната. Един от най-успешните бомбардировачи на Великобритания.